# Keminmaa
Keminmaa è un comune finlandese di 7771 abitanti, situato nella regione della Lapponia.